# Palatul Vama Poștei
Palatul Vama Poștei este o construcție din București, pe strada Lipscani nr.1 / Str. Mihai Vodă nr.6, construit între 1914-1926, după planurile arhitectului Statie Ciortan.
În prezent edificiul este sediul Inspectoratului General al Poliției Române.
Clădirea are un specific neoromânesc.